# Albatros W.4
L'Albatros W.4 est un hydravion de chasse monoplace allemand de la Première Guerre mondiale.

## Origine
En juin 1916 le Haut Commandement allemand réclama un chasseur monoplace à flotteurs à plusieurs constructeurs pour assurer la protection de ses bases navales dans les Flandre. Albatros Flugzeugwerke qui travaillait alors au développement du chasseur D.I modifia rapidement cet appareil terrestre pour les besoins de la Kriegsmarine, conservant le fuselage mais modifiant la voilure : surface et entreplan étaient agrandis, l’empennage modifié, deux flotteurs ajoutés. Le prototype (W/nr 747) effectue ses premiers essais en août 1916. À l’issue des essais menés à Warnemünde en septembre 1916 les flotteurs durent être allongés et renforcés. Quand les essais reprirent les pilotes jugèrent l’avion difficile à contrôler mais disposant d'une bonne vitesse maximale et d'une bonne vitesse ascensionnelle. 

## Production
Au total, 128 W.4 furent construits, soit trois prototypes et huit lots de série, le dernier exemplaire sortant d’usine en décembre 1917.
Les trois prototypes [747, 785 et 786] conservèrent les flotteurs d’origine, les dix premiers appareils de série [902/911] reçurent des flotteurs redessinés qui furent montés par la suite sur les prototypes. L’entreplan étant relevé, le W.4 avait les mêmes problèmes de visibilité vers l’avant que le D.I et on tenta d’y remédier en plaçant au milieu un panneau transparent en Cellon, mais ce matériau très cassant se déchirait en vol et il fut finalement remplacé par du tissu sur la seconde série. En juin 1917 les radiateurs latéraux, qui avaient tendance à bouillir par temps chauds, furent remplacés par un radiateur monté à l’extrados du plan supérieur, et à partir du soixante-huitième exemplaire de série [W/nr 1484], qui effectua ses essais en vol en juillet 1917, des ailerons équipèrent le plan inférieur. Ces modifications amélioraient la maniabilité de l’avion, mais dès la fin 1917 le W.4 commença à être remplacé par les biplaces Friedrichshafen FF.33 (en) et Brandenburg W.12, mieux adaptés aux besoins de la Marine. Les vingt derniers exemplaires ne furent même pas livrés en première ligne 

## En service
- Empire allemand : armé d’une ou deux mitrailleuses LMG 08/15, cet honnête chasseur fut utilisé en mer Baltique comme en mer du Nord. En juin 1918 on en dénombrait soixante-cinq en première ligne et vingt-quatre utilisés en avions d’entraînement, neuf seulement en première ligne deux mois plus tard (quatre en mer du Nord et cinq en Turquie).
- Autriche-Hongrie : huit exemplaires furent vendus aux forces austro-hongroises et utilisés comme E 5 et E 12.